# Osinga State (Langweer)
Osinga State is een voormalig gemeentehuis in Langweer in de Nederlandse provincie Friesland.

## Beschrijving
De oorspronkelijke stins werd gebouwd in opdracht van Syts van Osinga, grietman (1619-1652) van Doniawerstal. Osinga State was grietenijhuis en later gemeentehuis. Na eerdere verbouwingen in de 19e eeuw werd de state in 1939 gesloopt en vervangen door een nieuw gebouw. Door gemeentelijke herindeling behoort Langweer sindsdien tot de gemeente De Friese Meren en is Osinga State geen gemeentehuis meer. Het gebouw is nu particulier bezit.

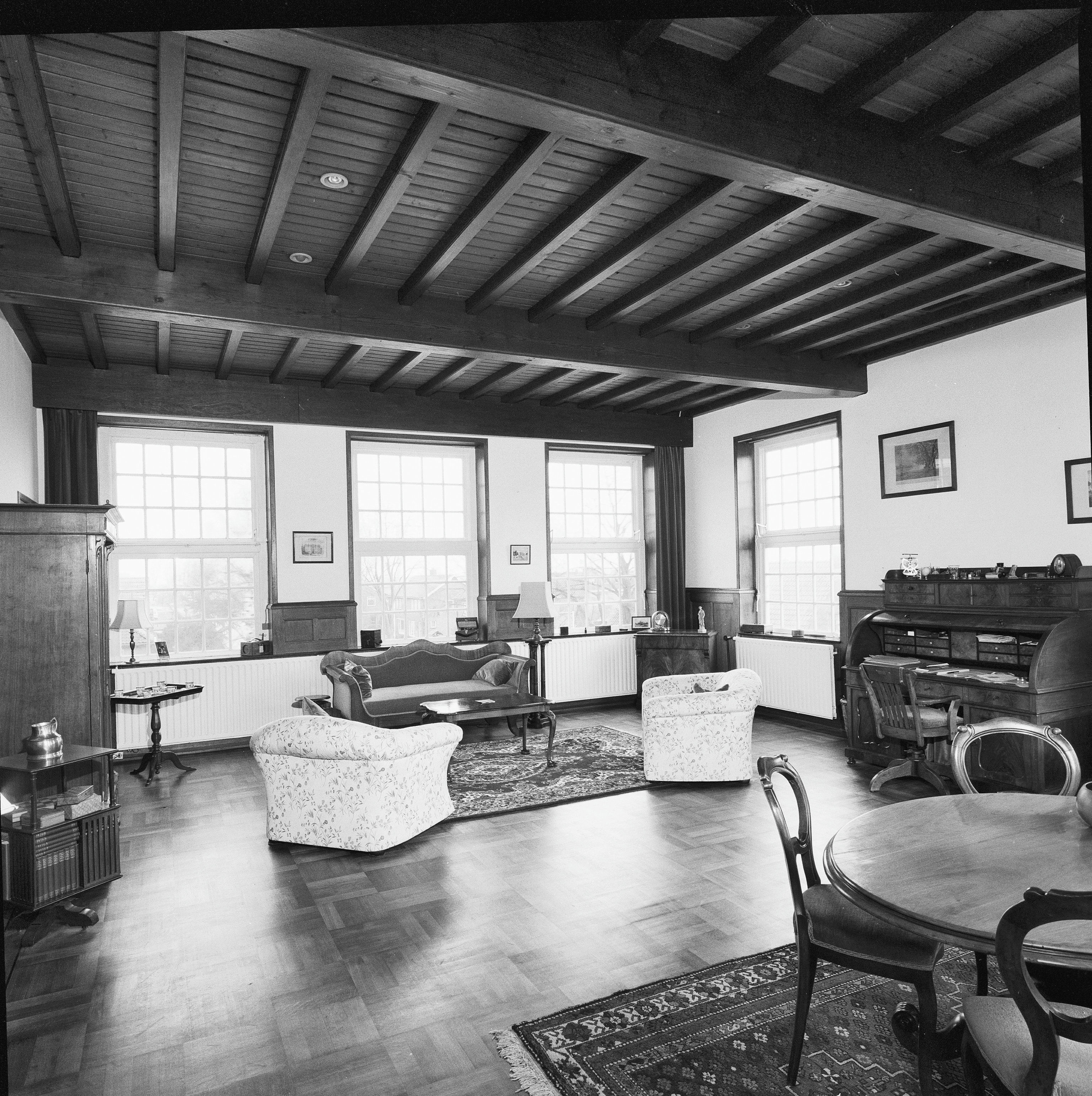
Woonkamer (1994)
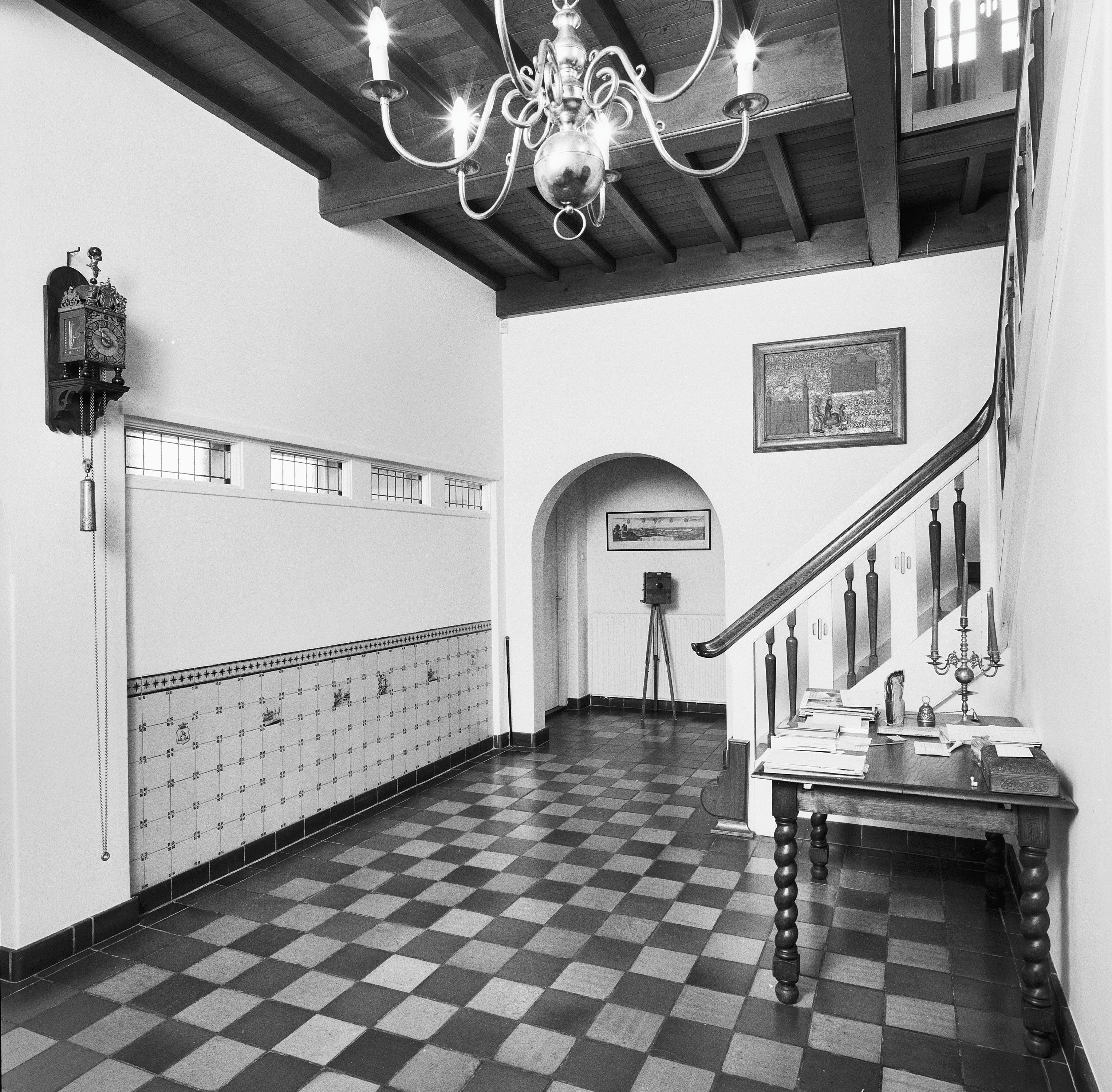
Hal